# Grab des Djefai-Hapi I.
Das Grab des Djefai-Hapi I. (auch als Grab I oder P10.1 bezeichnet) befindet sich in der Nekropole von Assiut und wurde für den Gaufürsten Djefai-Hapi I. angelegt, der unter der Regierung von Sesostris I. (12. Dynastie) amtierte. Es wird in die Zeit zwischen 1910 v. Chr. und 1880 v. Chr. datiert und gilt als das größte heute erhaltene Felsgrab eines Privatmannes aus dem Mittleren Reich in Ägypten.

## Beschreibung
Die monumentale Grabanlage erstreckt sich über eine Länge von mindestens 120 m und umfasst mehrere in den Fels gehauene Räume. Die heute noch erhaltenen Raumfolgen haben eine Länge von etwa 55 m, wobei einige Räume eine Höhe von über 11 m erreichen.
Der Zugang zum Grab erfolgte über einen Aufweg, der von einer Kapelle am Rand des Fruchtlandes zum Gebel Assiut al-gharbi führte. Die erste Halle, die heute stark zerstört ist, hatte eine Fläche von ca. 16 × 12,5 m und eine Raumhöhe von über 11 m. Neben dieser Halle befanden sich auch Bestattungsanlagen für Verwandte oder Vertraute Djefai-Hapis I.
Ein erster Korridor, dessen Decke mit gemalten Sternen geschmückt war, führt zu einer großen Querhalle mit den Maßen 21 × 10,5 m und einer Höhe von über 6 m. Die Decke dieser Halle ist mit geometrischen Mustern dekoriert. An der Ostwand dieser Halle befindet sich eine monumentale Inschrift auf ca. 40 m², die die zehn Verträge wiedergibt, die Djefai-Hapi mit den Priesterschaften und dem Nekropolenpersonal von Assiut zur Sicherung seines Totenkultes schloss.
Ein zweiter, etwa 12 m langer Korridor führt zu einer inneren Halle von 15 × 12 m Größe und 5,20 m Höhe. Hier befanden sich ein aus dem Fels gearbeiteter Schrein für eine Scheintür, Opferlisten und vermutlich eine Grabstatue.
Die Wandmalereien im zweiten Korridor zeigen unter anderem Djefai-Hapi I. bei der Jagd in den Sümpfen und das Herbeibringen landwirtschaftlicher Güter.

## Grabkammer der Idy
Die Grabkammer der Priesterin Idy, der einzigen Tochter des Djefai-Hapi I., wurde 2024 am Ende eines 14 Meter tiefen Schachtes innerhalb des Grabes ihres Vaters entdeckt. Die Kammer befand sich in einer mit Bruchsteinen verschlossenen Seitenkammer des Schachtes.
In der Grabkammer fanden die Forscher zwei ineinander geschachtelte, dekorierte Holzsärge. Diese Särge sind überdurchschnittlich groß, mit einer Länge von 2,62 und 2,03 Metern, und wiegen jeweils etwa 200 bis 300 Kilogramm. Sie sind vollständig mit Bildern und Texten für das Jenseits verziert. Die Qualität der Ausführung übertrifft laut den Forschern zeitgleiche Objekte und knüpft an die herausragende Qualität der Dekorationen im Grab ihres Vaters an.
Neben den Särgen entdeckten die Archäologen als weitere Grabbeigaben eine beschriftete Kiste mit den Kanopen der Idy, Statuen, einen Dolch, Herrschaftsinsignien, Nahrungsopfer und Reste von Idys Gewand.
Obwohl die Grabkammer in der Antike geplündert worden war und Schmuck- und Metallgegenstände fehlten, blieben viele andere Grabbeigaben unversehrt.
Die sterblichen Überreste der Idy wurden ebenfalls gefunden, allerdings waren die Knochen durch die antiken Plünderer teilweise zerstört. Erste Untersuchungen deuten darauf hin, dass Idy etwa 40 Jahre alt wurde und möglicherweise an einem Fußleiden litt.

## Entdeckung und Erforschung
Das Grab des Djefai-Hapi I. wurde bereits im 18. Jahrhundert von europäischen Forschern entdeckt. Die erste Untersuchung erfolgte durch die Französische Expedition unter Napoleon Bonaparte im Jahr 1799, die die Architektur des Grabes dokumentierte. Zwischen 1888 und 1914 fertigten Francis Llewellyn Griffith und Pierre Montet Kopien der Inschriften an.
Trotz dieser frühen Besuche blieb eine systematische Erforschung des Grabes lange aus. Erst seit 2004 wurde es im Rahmen des Asyut Project intensiv untersucht, wobei erstmals Faksimiles der Dekoration erstellt wurden. Die Inschriften, die zu den besten Beispielen für die Klassisch-mittelägyptische Sprache zählen, wurden ebenfalls erstmals adäquat dokumentiert. Das Asyut Project ist eine internationale Kooperation unter der Leitung von Ursula Verhoeven-van Elsbergen (Universität Mainz) und Jochem Kahl (Freie Universität Berlin), an der auch die Universitäten Sohag (Ägypten) und Münster (Deutschland) beteiligt sind.
Im Jahr 2022 entdeckte das deutsch-ägyptische Forscherteam bei Reinigungsarbeiten einen 14 Meter tiefen Schacht innerhalb des Grabes. Nach der Freilegung über einen Zeitraum von zwei Jahren wurde am Ende des Schachtes die mit Bruchsteinen verschlossene Grabkammer der Idy entdeckt.